# Eggatsweiler
Eggatsweiler (mundartlich: Ekəschwilər, Egə(t)swilər) ist ein Gemeindeteil der bayerisch-schwäbischen Großen Kreisstadt Lindau (Bodensee).

## Geografie
Das Dorf liegt 5,5 Kilometer nördlich der Lindauer Insel.

## Ortsname
Der Ortsname stammt vom althochdeutschen Personennamen Eigant und bedeutet somit Weiler des Eigant.

## Geschichte
Eggatsweiler wurde erstmals urkundlich im Jahr 878 mit in Eiganteswilarre erwähnt. Der Ort gehörte einst zum äußeren Gericht der Reichsstadt Lindau und später zur Gemeinde Unterreitnau, die 1976 nach Lindau eingemeindet wurde.

## Baudenkmäler
Siehe: Liste der Baudenkmäler in Eggatsweiler